# R. c. Wholesale Travel Group Inc.
R. c. Wholesale Travel Group Inc. est un arrêt de principe de la Cour suprême du Canada rendu en 1991  sur la distinction entre les infractions criminelles et les infractions réglementaires.

## Les faits
Wholesale Travel vendait des forfaits vacances qu'elle annonçait comme étant à des « prix de gros » alors qu'en fait, il ne s'agissait pas du tout de prix de gros. L'entreprise a été accusée de cinq chefs d'accusation de publicité fausse ou trompeuse en contravention de l'art. 36(1)a) [maintenant l'art. 52 (1)] de la Loi sur la concurrence.
L'accusation en question était une infraction mixte qui pouvait être soit un acte d'accusation consistant en une amende à la discrétion du tribunal et une peine d'emprisonnement de cinq ans ou les deux, soit une déclaration de culpabilité par procédure sommaire consistant en une amende de 25 000 $ et une peine d'emprisonnement d'un an ou les deux.

## Procès et appel
Au procès, le juge a conclu que les art. 36 et 37.3, qui autorisaient une défense de diligence raisonnable, contrevenaient aux art. 7 et 11d) de la Charte canadienne des droits et libertés.
L'appel du ministère public en rejet a été accueilli et l'affaire a été soumise à nouveau au procès. En appel, la Cour d'appel de l'Ontario a confirmé l'ordonnance de procès. L'accusé s'est adressé à la Cour suprême du Canada et a été rejeté une première fois, mais a été accepté lors d'un deuxième appel.
La question dont la Cour était saisie était de savoir si l'art. 37.3(2) de la Loi sur la concurrence violait l'art. 7 de la Charte (qui garantit la « sécurité de la personne »).

## Jugement de la Cour suprême
Le pourvoi de Wholesale Travel Group Inc. est rejeté.

## Motifs du jugement
La Cour a jugé à l'unanimité que les infractions pour lesquelles la mens rea n'est pas nécessaire (tells que lesinfractions réglementaires (Voir R. c. Sault Ste-Marie) ne violent pas l'article 7 de la Charte lorsqu'une défense de diligence raisonnable soutenue par un fardeau de la prépondérance de la preuve (art. 37.3(2)(a) et (b)) est disponible, mais que les dispositions de « rétractation en temps opportun » des alinéas 37.3(2)(c) et (d) enfreignent l'article 7 et ne peuvent pas être justifiées en vertu de l'article 1.
La Cour était toutefois divisée sur la question de savoir si un renversement du fardeau de la preuve sur l'accusé au par. 37.3(2) était constitutionnel. La majorité (Lamer avec LaForest, Sopinka, Gonthier, McLachlin, Stevenson et Iacobucci) a conclu que l'inversion du fardeau de la preuve contrevenait à l'alinéa 11d) de la Charte.
Cependant, seulement quatre des sept ont conclu qu'il ne pouvait être sauvegardé en vertu de l'art. 1. Étant donné que les deux autres juges (L'Heureux-Dubé et Cory) ont conclu que le renversement du fardeau de la preuve ne violait pas l'art. 11d), une majorité soutenait à cinq juges contre 4  qu'un renversement du fardeau de la preuve était constitutionnellement justifié.